# Vladimir Grigor'evič Orlov
Conte Vladimir Grigor'evič Orlov, in russo Владимир Григорьевич Орлов? (8 luglio 1743 – Mosca, 28 febbraio 1831), è stato un generale russo.

## Biografia
Era l'ultimogenito di Grigorij Ivanovič Orlov (1685–1746), e di sua moglie, Luker'ja Ivanovna Zinov'eva. Rimasto presto orfano, visse nella casa fratello Ivan.
Nel giorno dell'incoronazione di Caterina II, 22 settembre (3 ottobre), 1762, Vladimir G. Orlov eredita con i fratelli, la dignità di conte dell'Impero russo. All'età di 20 anni fu mandato dai fratelli all'estero, e il 9 luglio 1763, entrò all'Università di Lipsia, dove rimase per tre anni, studiando scienze naturali. Lì sviluppò un amore per la scienza, in particolare per l'astronomia, un'ammirazione per gli scienziati tedeschi, e acquisì le abitudini di vita della città tedesca di provincia, che era vicina ai suoi gusti personali: l'amore per una tranquilla vita familiare, e una tendenza a preoccupazioni economiche.
Al contrario della tendenza corrente, Orlov non amava la filosofia francese del XVII secolo e i suoi brillanti rappresentanti e neanche la lingua francese che non ha mai parlato.

## Servizio
Al suo ritorno in Russia, Caterina II gli conferì il titolo di Gentiluomo di Camera. Prestò servizio nella Guardia imperiale. Il 6 ottobre 1766 fu nominato direttore dell'Accademia delle Scienze. Il 5 dicembre 1774, si ritirò con il grado di tenente generale.
Con l'arrivo a corte di Grigorij Aleksandrovič Potëmkin la famiglia Orlov perse il favore dell'Imperatrice, che nel 1775 fece allontanare Vladimir da tutti gli uffici.

## Matrimonio
Nel 1768 sposò la baronessa Elizaveta Ivanovna Štakel'berg (1741-1817), damigella d'onore di Caterina II. Ebbero cinque figli:
- Aleksandr Vladimirovič (1769-1787);
- Ekaterina Vladimirovna (1770-1849), sposò Dmitrij Aleksandrovič Novosil'cev (1758-1835), ebbero un figlio;
- Sof'ja Vladimirovna (1774-1844), sposò Nikita Petrovič Panin, ebbero dieci figli;
- Grigorij Vladimirovič (1777-1826), sposò la contessa Anna Ivanovna Saltykova (1777-1824), non ebbero figli;
- Natal'ja Vladimirovna (1782-1819), sposò Pëtr L'vovič Davydov, ebbero quattro figli.